# 大村悟
大村 悟（おおむら さとる、1977年7月28日 - ）は、日本の元男子バレーボール選手、指導者。

## 来歴
小学校1年生よりバレーボールを始める。東北高校を経て、東海大学時代に秋季リーグで優勝を経験。大学卒業後の2000年4月にNECブルーロケッツに入部した。NECでは長年チームの主将を務めた。
2007年の第56回黒鷲旗大会ではチームを優勝へと導き、黒鷲賞（最高殊勲選手賞）受賞とベスト6に選出された。
2008年5月、現役引退。同年6月、NECレッドロケッツのコーチに就任した。
2017年、2016/17シーズン終了をもってNECのコーチを退任。退任後は社業に専念。
2024年、2023-24 V1女子のリーグ戦途中でデンソーエアリービーズのコーチに就任した。

## 受賞歴
- 2007年 - 第56回黒鷲旗全日本男女選抜大会 黒鷲賞、ベスト6

## 所属チーム
- 東北高校
- 東海大学
- NECブルーロケッツ（2000-2008年）